# Lamécourt
Lamécourt est une commune française située dans le département de l'Oise, en région Hauts-de-France. 

## Géographie

### Localisation
Lamécourt est située à 64 km au nord de Paris, 28 km à l'est de Beauvais, 26 km à l'ouest de Compiègne et à 53 km au sud d'Amiens.
Le sentier de grande randonnée 124A passe dans la commune.
La commune se trouve dans l'aire d'attraction de Paris, dans la zone d'emploi de Creil et dans le bassin de vie de Clermont.

### Communes limitrophes
Les communes limitrophes sont Cuignières, Airion, Avrechy, Erquery, Rémécourt et Saint-Aubin-sous-Erquery.
| Avrechy | Cuignières |                          |
|         | Lamécourt  | Rémécourt                |
| Airion  | Erquery    | Saint-Aubin-sous-Erquery |

### Géologie et relief
En 1838, Louis Graves indique que le territoire communal « de figure à peu près carrée, est traversé du nord au midi par un large vallon dépourvu d'eau, sur les pentes duquel le chef-lieu est bâti. Le village ne comprend guère qu'une longue rue s'étendant de l'un à l'autre talus du vallon et une place sur laquelle donnent l'église et la ferme principale du pays »

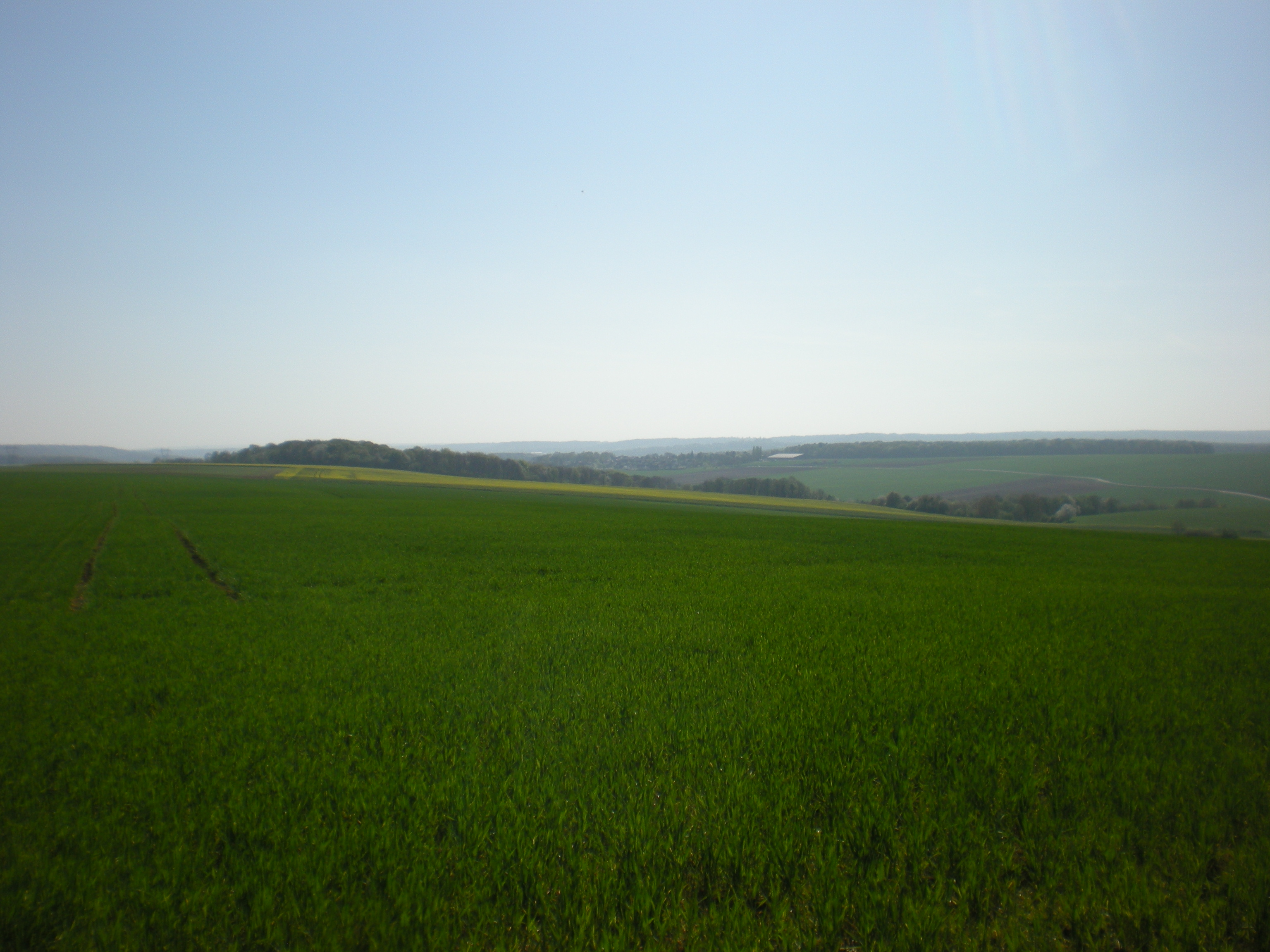
Le plateau picard depuis l'est de la commune, à 130 mètres d'altitude.

Le territoire communal, s'étend entre 77 mètres à la limite sud de la commune et 150 mètres au-dessus du niveau de la mer au nord-ouest du territoire et se situe principalement entre 85 et 100 mètres d'altitude. Sa superficie est de 3,44 km²
Le cimetière se trouve à 111 mètres. Une majorité de la partie ouest de la commune culmine à plus de 125 mètres alors que la partie est se stabilise à plus de 135 mètres,. Le territoire, de figure à peu près carrée, est traversé du nord au sud par un large vallon dépourvu d'eau, sur les pentes duquel le chef-lieu est bâti.
La craie noduleuse occupe le vallon de Lamécourt. Il n'y a pas de craie jaune sur le territoire, mais toute la masse crayeuse est mêlée de nœuds plus durs, ayant l'aspect du silex corné, répandus irrégulièrement dans la roche dont ils augmentent la pesanteur, et qu'ils rendent plus difficile à tailler. On y trouve également une immense quantité de cailloux en abondance. Ils sont brisés en petits  fragments entre Argenlieu et le chef-lieu. La commune se trouve en zone de sismicité 1, très faiblement exposée aux tremblements de terre.

### Hydrographie

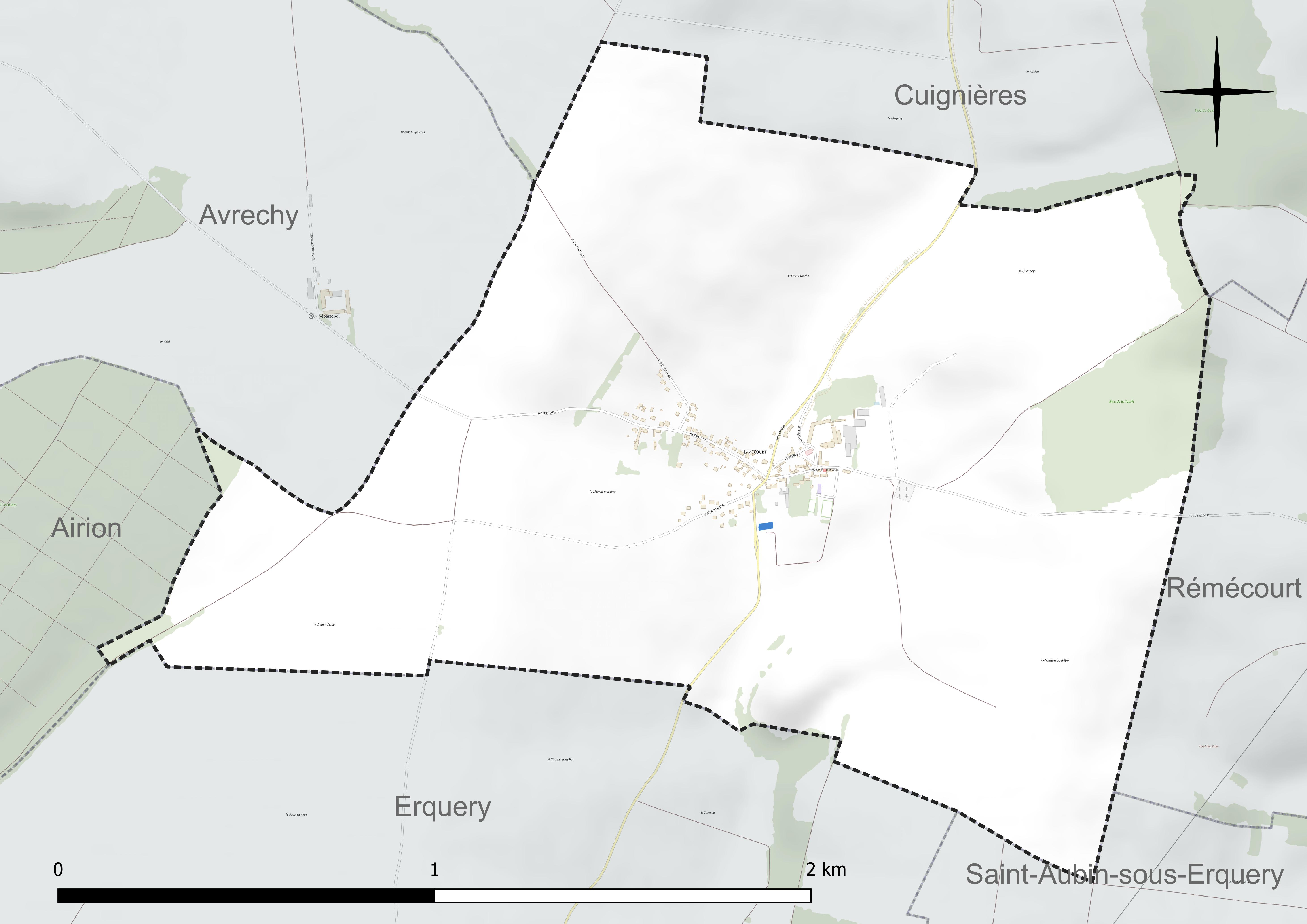
Réseau hydrographique de Lamécourt.

La commune est située dans le bassin Seine-Normandie.
Elle n'est drainée par aucun cours d'eau,.
Cependant, une mare se trouve au sud du village. La formation du vallon explique une ancienne présence d'eau dans la commune. Les zones les moins élevées du territoire, dans le fond du vallon, sont situées au-dessus de plusieurs nappes phréatiques sous-affleurantes.

### Climat
Pour des articles plus généraux, voir Climat des Hauts-de-France et Climat de l'Oise.
En 2010, le climat de la commune est de type climat océanique dégradé des plaines du Centre et du Nord, selon une étude du CNRS s'appuyant sur une série de données couvrant la période 1971-2000. En 2020, Météo-France publie une typologie des climats de la France métropolitaine dans laquelle la commune est exposée à un climat océanique et est dans la région climatique Nord-est du bassin Parisien, caractérisée par un ensoleillement médiocre, une pluviométrie moyenne régulièrement répartie au cours de l'année et un hiver froid (3 °C).
Pour la période 1971-2000, la température annuelle moyenne est de 10,4 °C, avec une amplitude thermique annuelle de 14,7 °C. Le cumul annuel moyen de précipitations est de 685 mm, avec 11,7 jours de précipitations en janvier et 8 jours en juillet. Pour la période 1991-2020, la température moyenne annuelle observée sur la station météorologique la plus proche, située sur la commune de Creil à 19 km à vol d'oiseau, est de 11,2 °C et le cumul annuel moyen de précipitations est de 662,2 mm,. Pour l'avenir, les paramètres climatiques de la commune estimés pour 2050 selon différents scénarios d'émission de gaz à effet de serre sont consultables sur un site dédié publié par Météo-France en novembre 2022.

### Milieux naturels
Hormis les zones bâties du village qui couvrent 13 hectares, soit 4 % de la surface communale, le territoire comprend 291 hectares de zones agricoles (85 %), 7 % d'espaces boisés (24 hectares) que comprend le bois de la Touffe à l'est, le bois du Quesnoy au nord-est, le Larris de Culmont au sud ainsi qu'une parcelle à la limite septentrionale du chef-lieu. Les vergers et prairies rassemblent 12 hectares et les délaissés urbains et ruraux comptabilisent 0,6 % de l'ensemble des milieux. Le larris du Culmont est inscrit en zone naturelle d'intérêt écologique, faunistique et floristique de type 1.

## Urbanisme

### Typologie
Au 1er janvier 2024, Lamécourt est catégorisée commune rurale à habitat dispersé, selon la nouvelle grille communale de densité à sept niveaux définie par l'Insee en 2022.
Elle est située hors unité urbaine. Par ailleurs la commune fait partie de l'aire d'attraction de Paris, dont elle est une commune de la couronne,.

### Occupation des sols

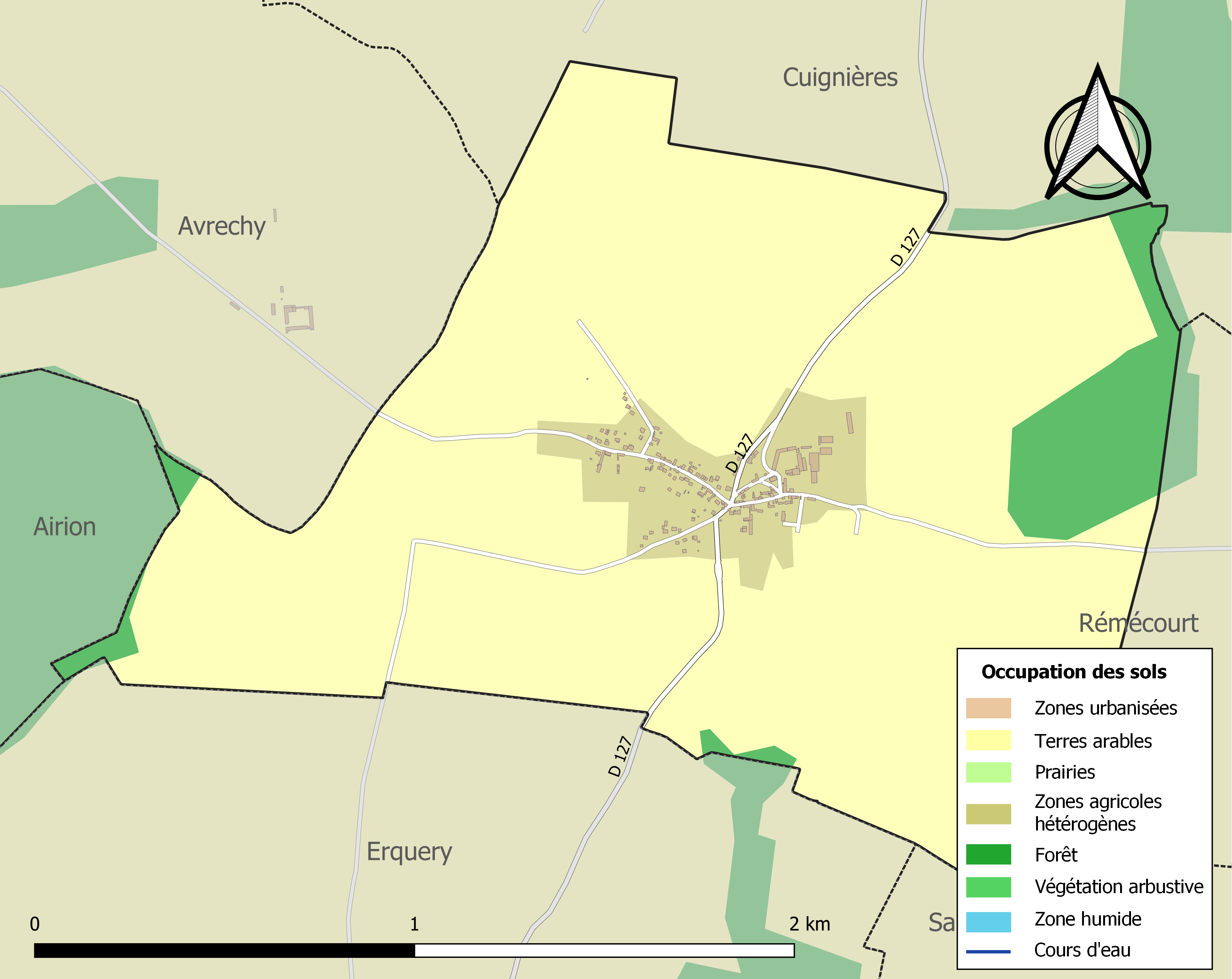
Carte des infrastructures et de l'occupation des sols de la commune en 2018 (CLC).

L'occupation des sols de la commune, telle qu'elle ressort de la base de données européenne d'occupation biophysique des sols Corine Land Cover (CLC), est marquée par l'importance des territoires agricoles (93,6 % en 2018), une proportion identique à celle de 1990 (93,6 %). La répartition détaillée en 2018 est la suivante : 
terres arables (86,3 %), zones agricoles hétérogènes (7,3 %), forêts (6,4 %). L'évolution de l'occupation des sols de la commune et de ses infrastructures peut être observée sur les différentes représentations cartographiques du territoire : la carte de Cassini (XVIIIe siècle), la carte d'état-major (1820-1866) et les cartes ou photos aériennes de l'IGN pour la période actuelle (1950 à aujourd'hui).

### Hameaux et lieux-dits
La population est concentrée dans l'unique chef-lieu de la commune. Les lieux-dits sont au nombre de cinq : la Croix Blanche et le Quesnoy au nord ; la Couture du Hêtre au sud-est ainsi que le Champ Boulet et le Chemin Tournant à l'ouest.

### Habitat et logement
En 2021, le nombre total de logements dans la commune était de 83, alors qu'il était de 83 en 2016 et de 82 en 2011.
Parmi ces logements, 96,3 % étaient des résidences principales, 1,2 % des résidences secondaires et 2,4 % des logements vacants. Ces logements étaient  tous des maisons individuelles.
Le tableau ci-dessous présente la typologie des logements à Lamécourt en 2021 en comparaison avec celle de l'Oise et de la France entière. Une caractéristique marquante du parc de logements est ainsi la faible proportion des résidences secondaires et logements occasionnels (1,2 %) par rapport au département (2,4 %) et à la France entière (9,7 %).
| Typologie                                               | Lamécourt | Oise | France entière |
| ------------------------------------------------------- | --------- | ---- | -------------- |
| Résidences principales (en %)                           | 96,3      | 90,5 | 82,2           |
| Résidences secondaires et logements occasionnels (en %) | 1,2       | 2,4  | 9,7            |
| Logements vacants (en %)                                | 2,4       | 7    | 8,1            |

### Voies de communications et transports
La commune de Lamécourt est desservie par une route départementale et deux routes communales : la route départementale 127 (D 127), reliant Fitz-James à Montiers est le principal axe communal. En venant d'Erquery, il traverse la commune et le village par la rue de la Mare avant de se diriger vers Cuignières, au nord. La rue de la Cavée, à l'ouest du village, vers Avrechy alors que la Grande-Rue, à l'est, rejoint Rémécourt.
Les gares SNCF la plus proches sont situées à Avrechy à 3,5 km à l'ouest et à Clermont à 7 kilomètres au sud-ouest, sur la ligne Paris-Nord - Lille.
La commune est desservie, en 2023, par la ligne 6341 du réseau interurbain de l'Oise. Une navette de regroupement pédagogique intercommunal (ligne 6833) relie l'école primaire communale aux communes de Saint-Aubin-sous-Erquery, Erquery et Rémécourt.
Le sentier de grande randonnée 124A (GR 124A), branche du GR124, reliant Litz à Orrouy, traverse le territoire communal d'ouest en est. Il passe à proximité du lieu-dit « le Champ Boulet », longe la limite ouest de la commune puis arrive dans le village par le chemin d'Avrechy. L'itinéraire traverse le village par la rue de la Cavée et la Grande-Rue. Il quitte le territoire en passant au nord du bois de la Touffe. Le circuit no 8 du GEP Centre Oise appelé « Circuit des Neuf Fonds » passe sur le territoire communal. Partant de Fitz-James et arrivant d'Erquery par le lieu-dit « le Champ Boulet », son parcours rejoint ensuite le village par la rue de la Terrière. Au carrefour des rues de la Mare et de la Grande-Rue, l'itinéraire rejoint le GR 124A.

## Toponymie
La commune s'est appelée « Lamercurt » en 1190 puis « Lamescourt ». Le nom de « Lamecourt » apparaît en 1793 pour se transformer en « Lamécourt » aujourd'hui.

## Histoire

### Temps modernes
Dès 1524, la seigneurie de Lamécourt, relevant en plein fief du château de Clermont, appartenait à la maison de Hangest, qui la réunit à sa terre d'Argenlieu, érigée pour elle en vicomté. Elle y demeure incorporée jusqu'en 1789, époque où elle est entre les mains des héritiers du marquis de La Valette, après être restée près d'un siècle en la possession de la maison Gon d'Argenlieu.

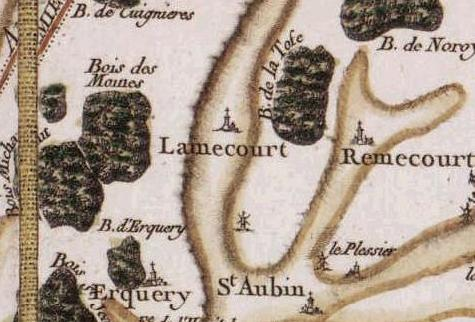
Lamécourt, carte de Cassini, XVIIIe siècle.

Jusqu'en 1668, Lamécourt n'est qu'un simple vicariat dépendant de la paroisse de Cuignières : à cette date, les habitants réclamèrent l'érection de leur église en cure indépendante, disant qu'ils manquaient souvent de vicaire et de sacrements, et que les eaux sauvages les empêchaient parfois d'aller à la messe à Cuignières. Du reste, le revenu du vicariat de Lamécourt, (consistant en seize muids de grain et deux muids de vin par an) était suffisant pour l'entretien d'un curé. La dame d'Argenlieu avait donné une maison pour servir de presbytère : les habitants s'engagent à la rendre habitable et à faire toutes les réparations du chœur et de l'église. Le 27 mai 1668, Nicolas Choart de Buzanval, évêque de Beauvais, se rend à Lamécourt ; le curé de Cuignières renonce, en sa présence, à ses droits sur les offrandes et les dîmes, et le 4 septembre, le vicariat est érigé en cure, dont la collation demeurait à l'évêque.

### Révolution française et Empire
Le 4 mars 1789, les habitants, réunis dans l'auditoire, rédigent leur cahier de doléances qui comprend 17 articles, dont les principaux ont pour but de réclamer : l'abolition des privilèges en matière d'impôts, la suppression de la gabelle et des aides, l'établissement d'un cadastre, le règlement des dîmes, la défense aux seigneurs et à leurs gens de chasser dans les grains et dans les vignes, la répression de l'agiotage sur les grains, l'attribution aux bureaux de charité des paroisses des biens des abbayes qui ont un nombre infime de religieux, l'augmentation du nombre des cavaliers de la maréchaussée, la taxation des salaires des médecins et chirurgiens, le vote par tête.
Les députés de la paroisse, à l'assemblée du bailliage de Clermont, sont : Louis Coutellier, laboureur, et Pierre-Antoine Lardy, vigneron.

### Époque contemporaine
On avait annexé la commune de Lamécourt à celle de Rémécourt en 1827, mais on lui rendit son autonomie en 1835.
La population n'avait d'autre occupation que l'agriculture ; il y avait à Lamécourt, en 1789, huit vignerons, qui cultivaient 15 arpents de vignes ; au début du XIXe siècle, on y fabriquait encore quelques toiles de chanvre dites de ménages. En 1838, la commune est propriétaire d'une école et compte une carrière. La population vit alors exclusivement de l'agriculture.
Vignerons et tisserands ont aujourd'hui complètement disparu.
En 1890, le village est composé de 43 maisons réparties en trois rues : la Grand'Rue, la Petite Rue et la rue d'Argenlieu. De nos jours, les habitations se sont réparties en quatre rues. L'habitat s'est étendu dans la rue de la Terrière.

## Politique et administration

### Rattachements administratifs et électoraux

#### Rattachements administratifs
La commune se trouve depuis 1942 dans l'arrondissement de Clermont du département de l'Oise.
Elle faisait partie depuis 1802 du canton de Clermont. Dans le cadre du redécoupage cantonal de 2014 en France, cette circonscription administrative territoriale a disparu, et le canton n'est plus qu'une circonscription électorale.

#### Rattachements électoraux
Pour les élections départementales, la commune fait partie depuis 2014 d'un nouveau canton de Clermont réduit de 24 à 20 communes.
Pour l'élection des députés, elle fait partie de la septième circonscription de l'Oise.

### Intercommunalité
Lamécourt est membre de la communauté de communes du Clermontois, un établissement public de coopération intercommunale (EPCI) à fiscalité propre créé en 1999 par transformation du district urbain de Clermont créé en 1960, et auquel la commune a transféré un certain nombre de ses compétences, dans les conditions déterminées par le code général des collectivités territoriales.

### Tendances politiques et résultats
Au premier tour  de l'élection  présidentielle de 2017, les quatre premiers candidats chois par les électeurs de la commune sont Marine Le Pen (27,27 % des suffrages exprimés), Jean-Luc Mélenchon (20,66 %), François Fillon (15,70 %) et Emmanuel Macron (10,74 %)
Au second tour, Marine Le Pen obtient 57 voix (58,16 %) et le candidat élu Emmanuel Macron 41 voix (41,84 %, lors d'un scrutin où 17,36 % des électeurs se sont abstenus.
Au premier tour  de l'élection  présidentielle de 2022, les quatre premiers candidats chois par les électeurs de la commune sont Marine Le Pen (39,17 % des suffrages exprimés), Jean-Luc Mélenchon (19,17 %), Emmanuel Macron (15,8633 %) et Éric Zemmour (6,67 %). 
Au second tour, Marine Le Pen obtient 74 voix (71,15 %) et le candidat élu Emmanuel Macro 30 voix (28,85 %), lors d'un scrutin où 18,75 % des électeurs se sont abstenus..

### Administration municipale
Le conseil municipal de la commune, compte tenu de l'importance de la population, est composé  de onze membres dont le maire et ses adjoints.

### Liste des maires
| Période      | Période                      | Identité                                     | Étiquette | Qualité                                           |
| ------------ | ---------------------------- | -------------------------------------------- | --------- | ------------------------------------------------- |
| An V         | An VIII                      | Louis Coutellier                             |           | agent municipal                                   |
| An VIII      | 1813                         | Louis Coutellier                             |           |                                                   |
| 1813         | 1848                         | Jean-Baptiste Coutellier (fils de Louis)     |           |                                                   |
| 1848         | 1867                         | Jean-Louis Levasseur                         |           |                                                   |
| 1867         | 1871                         | Victor-Henri Delaunay                        |           |                                                   |
| 1871         | 1878                         | Jean-Louis Levasseur (réélu)                 |           |                                                   |
| 1878         | 1890                         | Victor Delaunay                              |           |                                                   |
| 1890         | 1892                         | Jean-Louis-Émile Levasseur (élu une 3e fois) |           |                                                   |
| 1892         | 1894                         | Pierre-Louis-Auguste Coutellier              |           |                                                   |
| 1894         | 1897                         | Pierre-Florentin Mallard                     |           |                                                   |
| 1897         | 1925                         | Fernand-Élie Bimont                          |           |                                                   |
| 1925         | 1945                         | Édouard Ducastel                             |           |                                                   |
| 1945         | 1977                         | Lucien Senez                                 |           |                                                   |
| 1977         | 1983                         | Christine Senez                              |           |                                                   |
| 1983         | 1993                         | André Cottel                                 |           |                                                   |
| 1993         | 1995                         | Guy Bourdon                                  |           |                                                   |
| 1995         | 2014                         | Monique Cottel                               | DVG       |                                                   |
| avril 2014   | juillet 2020                 | Étienne Dardant                              |           | Retraité de la fonction publique                  |
| juillet 2020 | En cours (au 5 juillet 2020) | Yves Coffineau                               |           | Ancien président du comité des fêtes de Lamécourt |

## Équipements et services publics

### Enseignement
Le village de Lamécourt possède une classe de CM1-CM2 réunissant les élèves de Lamécourt, Erquery, Rémécourt et Saint-Aubin-sous-Erquery. On trouve des classes de maternelles et de CP à Erquery et le collège le plus proche et le collège Jean-Fernel de Clermont.

### Santé
L'établissement hospitalier le plus proche est celui de Clermont-de-l'Oise.

## Population et société

### Démographie
Les habitants sont appelés les Lamécourtois et les Lamécourtoises.

#### Évolution démographique
L'évolution du nombre d'habitants est connue à travers les recensements de la population effectués dans la commune depuis 1793. Pour les communes de moins de 10 000 habitants, une enquête de recensement portant sur toute la population est réalisée tous les cinq ans, les populations de référence des années intermédiaires étant quant à elles estimées par interpolation ou extrapolation. Pour la commune, le premier recensement exhaustif entrant dans le cadre du nouveau dispositif a été réalisé en 2005.

En 2022, la commune comptait 194 habitants, en évolution de −1,52 % par rapport à 2016 (Oise : +0,87 %, France hors Mayotte : +2,11 %).
| 1793 | 1800 | 1806 | 1821 | 1831 | 1836 | 1841 | 1846 | 1851 |
| ---- | ---- | ---- | ---- | ---- | ---- | ---- | ---- | ---- |
| 170  | 172  | 170  | 169  | 261  | 183  | 170  | 188  | 173  |

| 1856 | 1861 | 1866 | 1872 | 1876 | 1881 | 1886 | 1891 | 1896 |
| ---- | ---- | ---- | ---- | ---- | ---- | ---- | ---- | ---- |
| 151  | 176  | 168  | 183  | 190  | 175  | 139  | 127  | 119  |

| 1901 | 1906 | 1911 | 1921 | 1926 | 1931 | 1936 | 1946 | 1954 |
| ---- | ---- | ---- | ---- | ---- | ---- | ---- | ---- | ---- |
| 117  | 138  | 142  | 106  | 109  | 108  | 105  | 120  | 114  |

| 1962 | 1968 | 1975 | 1982 | 1990 | 1999 | 2005 | 2006 | 2010 |
| ---- | ---- | ---- | ---- | ---- | ---- | ---- | ---- | ---- |
| 129  | 128  | 119  | 115  | 172  | 202  | 205  | 213  | 225  |

| 2015 | 2020 | 2022 | - | - | - | - | - | - |
| ---- | ---- | ---- | - | - | - | - | - | - |
| 204  | 190  | 194  | - | - | - | - | - | - |

#### Pyramide des âges
La population de la commune est relativement jeune.
En 2018, le taux de personnes d'un âge inférieur à 30 ans s'élève à 32,7 %, soit en dessous de la moyenne départementale (37,3 %). À l'inverse, le taux de personnes d'âge supérieur à 60 ans est de 20,5 % la même année, alors qu'il est de 22,8 % au niveau départemental.
En 2018, la commune comptait 94 hommes pour 97 femmes, soit un taux de 50,79 % de femmes, légèrement inférieur au taux départemental (51,11 %).
Les pyramides des âges de la commune et du département s'établissent comme suit.
| Hommes | Classe d’âge | Femmes |
| ------ | ------------ | ------ |
| 1,1    | 90 ou +      | 0,0    |
| 4,3    | 75-89 ans    | 4,2    |
| 17,0   | 60-74 ans    | 14,6   |
| 19,1   | 45-59 ans    | 26,0   |
| 25,5   | 30-44 ans    | 22,9   |
| 14,9   | 15-29 ans    | 15,6   |
| 18,1   | 0-14 ans     | 16,7   |

| Hommes | Classe d’âge | Femmes |
| ------ | ------------ | ------ |
| 0,5    | 90 ou +      | 1,4    |
| 5,5    | 75-89 ans    | 7,6    |
| 15,6   | 60-74 ans    | 16,3   |
| 20,8   | 45-59 ans    | 20     |
| 19,4   | 30-44 ans    | 19,4   |
| 17,6   | 15-29 ans    | 16,2   |
| 20,6   | 0-14 ans     | 19,1   |

## Culture locale et patrimoine

### Lieux et monuments
La commune ne possède aucun monument historique sur son territoire.
- L'église Saint-Martin : cet édifice est une petite construction percée de cinq fenêtres au midi et deux au nord. Un clocheton, couvert d'ardoise, surmonte la porte. Le chœur, tombé en ruine en 1811, n'a pas été remplacé, en sorte que l'église actuelle n'est que la nef de l'ancien édifice : l'intérieur est lambrissé et humide[a 1]. Le mobilier est composé de trois statues classées monuments historiques dont la Vierge de douleur[34], saint Jean[35] et une charité saint Martin[36].
- Le colombier (ferme) : perché sur le toit d'un bâtiment de la ferme, ce petit pigeonnier de plan carré est en colombages hourdés de briques. Sa toiture pyramidale en ardoises à égout retroussé dont le débord repose sur des consoles présente des arêtiers de zinc. Elle est garnie d'une lucarne à fronton triangulaire en bois, avec neuf trous d'envols. Les nids à l'intérieur sont en bois[37].
- Calvaire et hêtre, rue de Rémécourt.
- Monument aux morts.

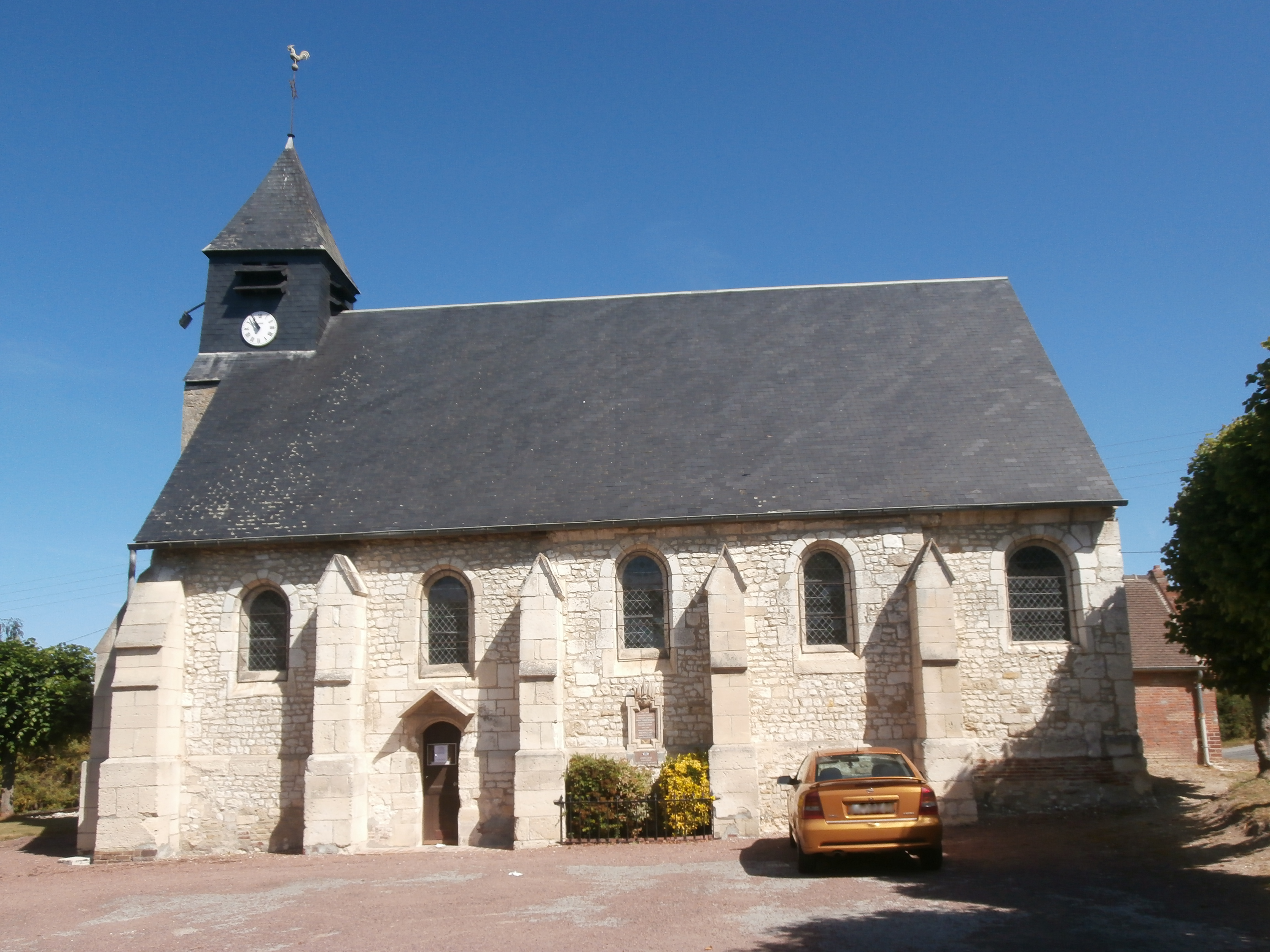
L'église Saint-Martin.
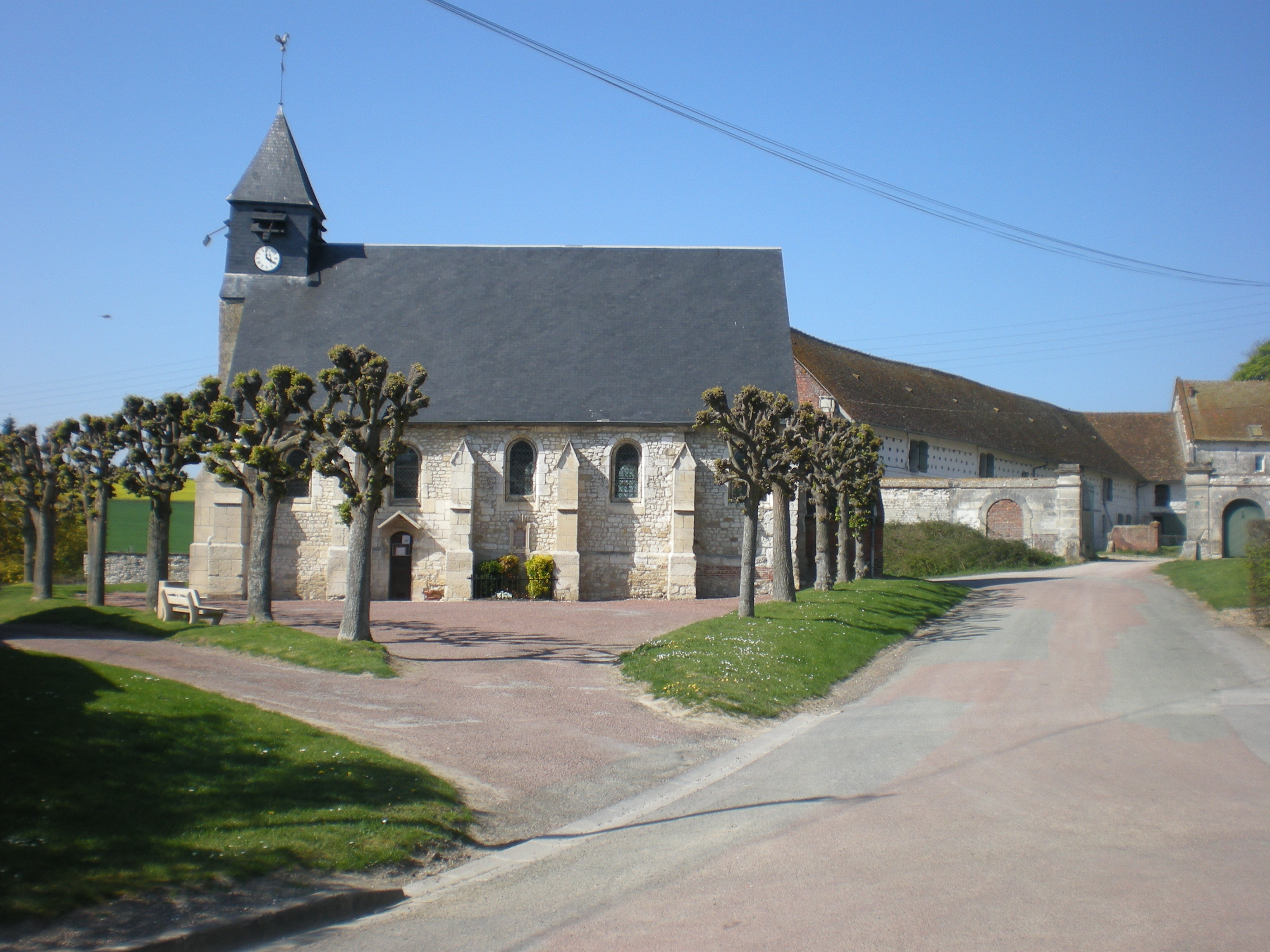
L'église Saint-Martin et la ferme à l'arrière-plan.
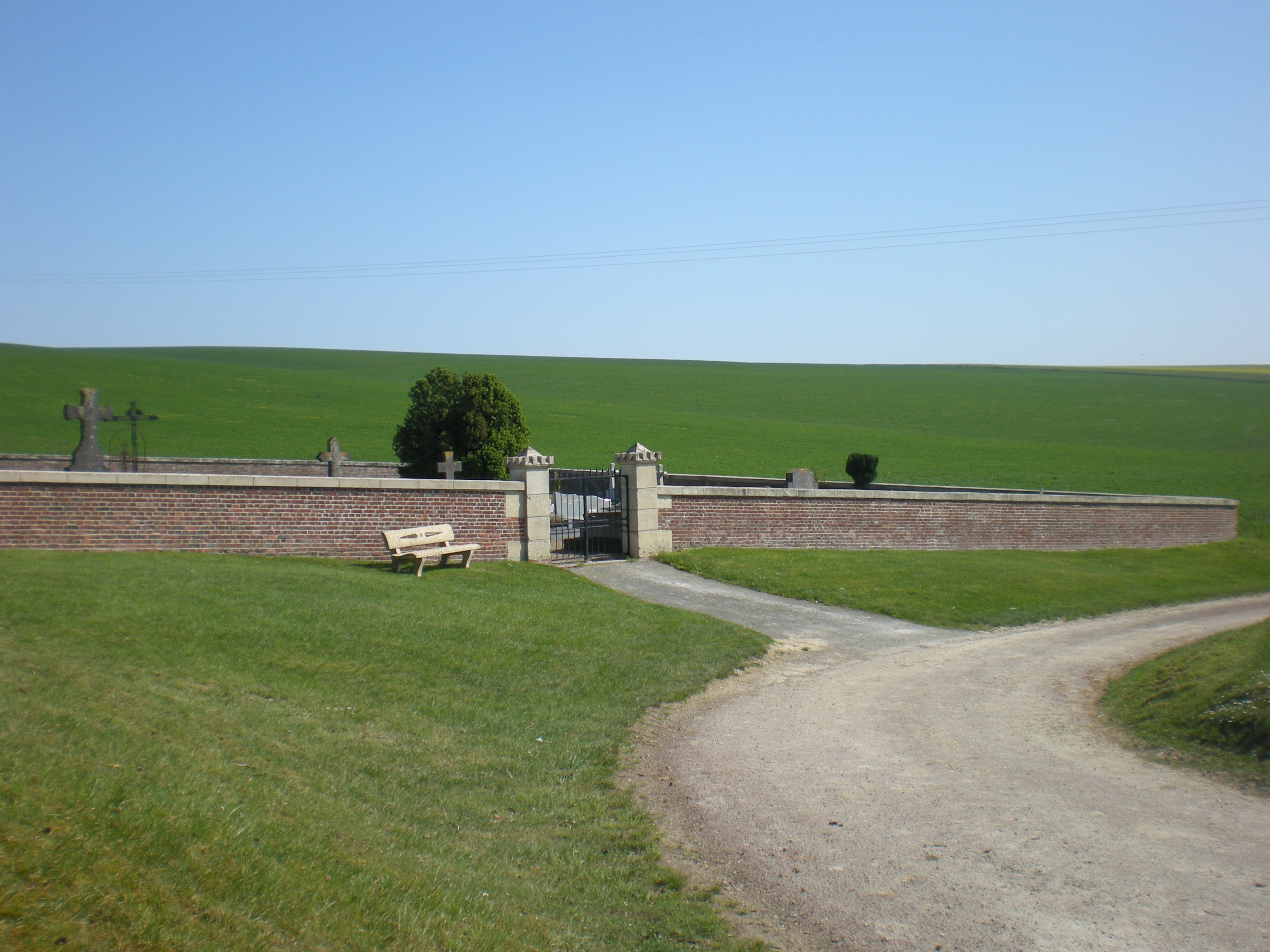
Le cimetière communal.
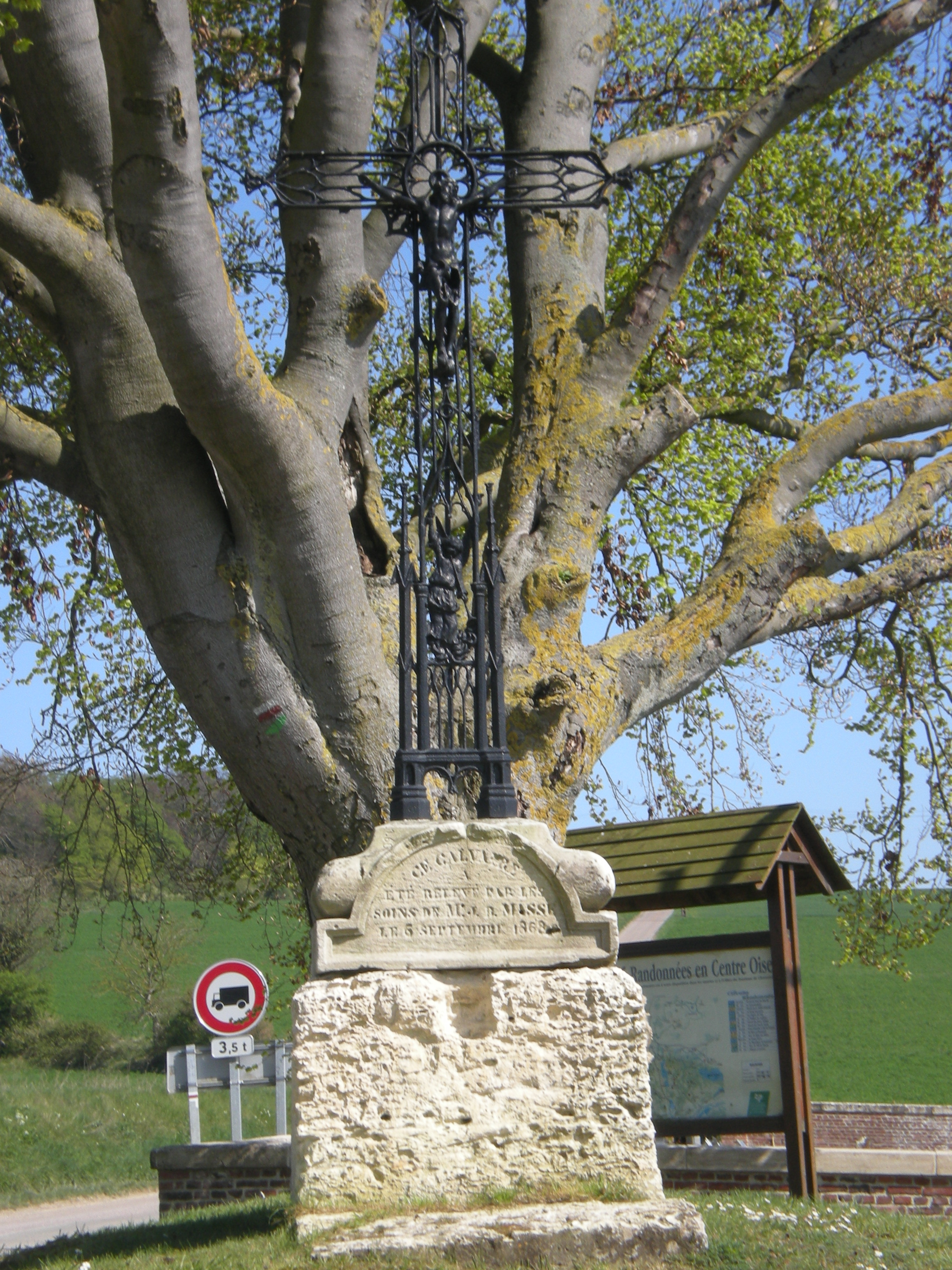
Calvaire et hêtre.
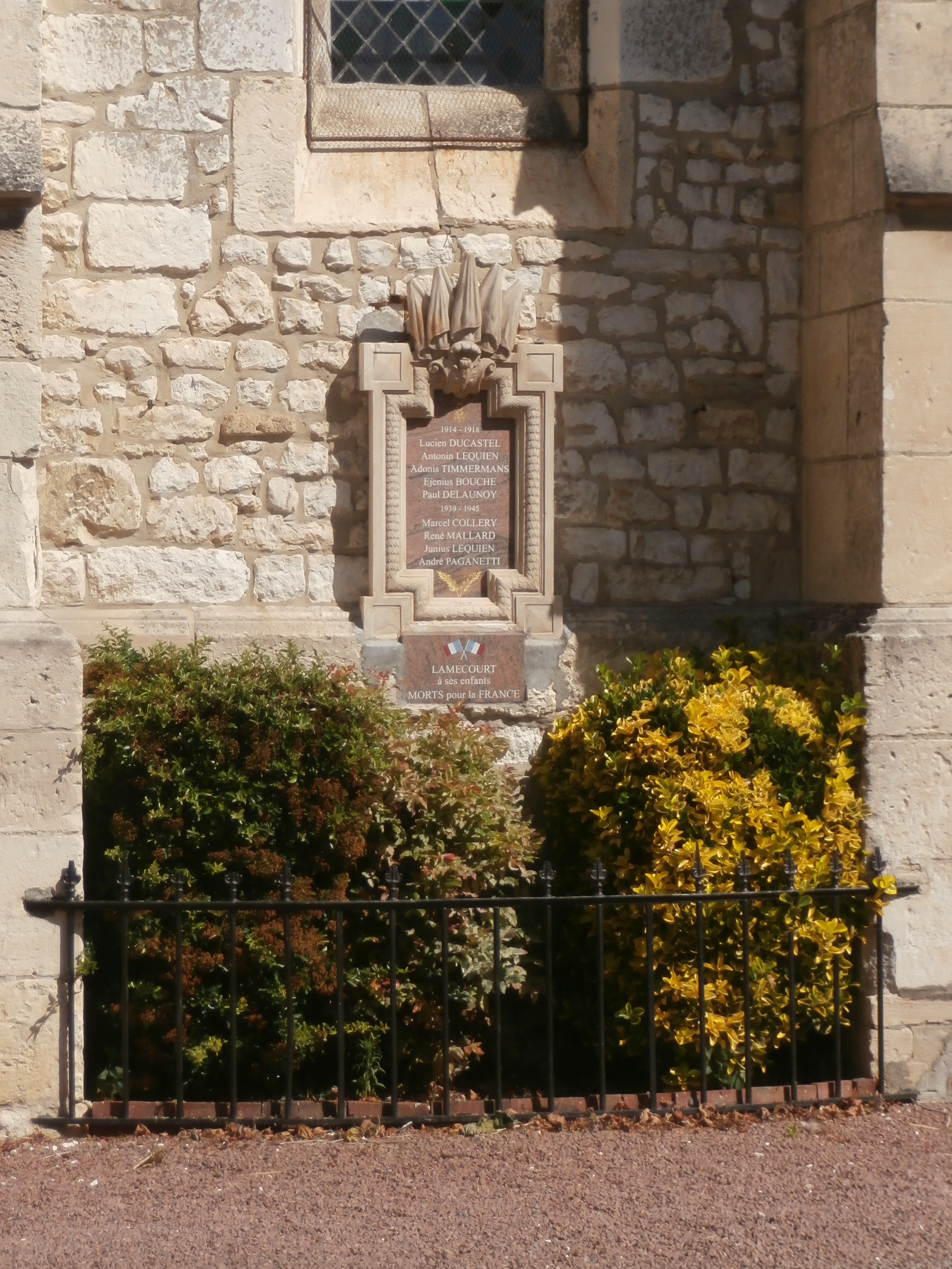
Le monument aux morts de Lamécourt, aménagé entre deux contreforts de l'église Saint-Martin.

### Héraldique
| Blason de Lamécourt | Blason  | Parti : au 1er d'azur à trois épis de blé tigés et feuillés d'or, empoignés et liés du même, au chef écartelé aux I et IV de sable à trois fleurs de lys d'or et aux II et III d'argent à trois lionceaux de gueules, au 2d d'argent à un arbre de sinople adextré d'un cerf passant de sable et senestré d'un sanglier passant du même, tous deux brochant sur le fût de l'arbre, le tout posé sur une terrasse herbée, isolée et diminuée de sinople. |
| Blason de Lamécourt | Détails | Le statut officiel du blason reste à déterminer. |